# Microtus transcaspicus
Microtus transcaspicus is een zoogdier uit de familie van de Cricetidae. De wetenschappelijke naam van de soort werd voor het eerst geldig gepubliceerd door Satunin in 1905.